# Ach! hwad skal jagh doch begynna
Ach! hwad skal jagh doch begynna är en gammal psalm med tretton verser i vilka Jesus växelsjunger varannan vers mot Syndaren. Texten är författad av Magnus Gabriel De la Gardies hovpredikant, kyrkoherden Johan Wulthejus. Jakob Arrhenius bearbetade texten inför publiceringen i 1695 års psalmbok. Enligt Högmarck "... säges [den] wara tagen af en Tysk Gerhardi Psalm." 
Psalmen inleds 1695 med syndarens fråga:
Ach! hwad skal jagh doch begynna
Ach! hur qwäljer synden migh
Enligt 1697 års koralbok är melodin nedtecknad i Arien oder Melodeyen, samma som för psalmen Jesus, lär mig rätt betänka (1695 nr 158).

## Publicerad i
- 1695 års psalmbok som nr 244 under rubriken "Om Christi Förtienst, Kärlek och nådiga Närwarelse".